# Municipal Waste
Municipal Waste este o formație americană de crossover thrash din Richmond, Virginia..Au partipat la Festivalul Download din Marea Britanie pe 15 iunie 2008. De asemenea, au fost în turneul Suicidal Final Tour al celor de la At the Gates alături de alte formații precum Toxic Holocaust, Darkest Hour și Repulsion. Cel de-al patrulea album - și al treilea pentru casa de discuri Earache - Massive Aggressive a fost lansat în august 2009. În 2010, formația a avut onoarea sa fie aleasă pentru producția coloanei sonore a jocului Splatterhouse.

## Membrii formației
- Tony Foresta – voce principală (2001–prezent)
- Ryan Waste – chitară ritmică, voce secundară (2001–prezent)
- Philip "Land Phil" Hall – chitară bas, voce secundară (2004–prezent)
- Dave Witte – baterie (2004–prezent)
- Nick "Nikropolis" Poulos – chitară principală (2015–prezent)

### Foști membri
- Andy Harris – chitară bas (2001–2004)
- Brendan Trache – baterie (2001–2002)
- Brandon Ferrell – baterie (2002–2004; mort 2016)

## Discografie

### Albume de Studio
- Waste 'Em All (2003, Six Weeks Records)

- Hazardous Mutation (2005, Earache Records)
- The Art of Partying (2007, Earache Records)
- Massive Aggressive (2009, Earache Records)
- The Fatal Feast (2012, Nuclear Blast Records)
- Slime and Punishment (2017, Nuclear Blast Records)
- Electrified Brain (2022, Nuclear Blast Records)

### Extended play
- Municipal Waste (2001, Amendment Records / Busted Heads Records)
- Scion Presents: Municipal Waste (2012, Scion Audio Visual)
- Garbage Pack (2012, Night of the Vinyl Dead Records)
- The Last Rager (2019, Nuclear Blast Records)